# Кастелверде
Кастелверде (итал. Castelverde) је насеље у Италији у округу Кремона, региону Ломбардија.
Према процени из 2011. у насељу је живело 2903 становника. Насеље се налази на надморској висини од 53 м.

## Становништво
| 1931. | 1936. | 1951. | 1961. | 1971. | 1981. | 1991. | 2001. | 2011. |
| ----- | ----- | ----- | ----- | ----- | ----- | ----- | ----- | ----- |
| 5.016 | 5.162 | 5.000 | 4.033 | 3.221 | 3.507 | 4.367 | 4.921 | 5.651 |